# Février 1988
Le mois de février 1988 était un mois parfait.

## Évènements
- Le nouveau président de la République socialiste de Serbie, Slobodan Milošević, fait campagne sur la nécessité de mettre un terme à l'autonomie du Kosovo et de la Voïvodine. Les autres républiques yougoslaves craignent un retour vers un régime centralisé.
- Mikhaïl Gorbatchev annonce que l'Union soviétique allait retirer ses troupes d'Afghanistan.
- Février-Juin[1] : plan Shultz, qui appelle à la tenue rapide de négociations entre Israël et une délégation jordano-palestinienne, pour aboutir à un accord intérimaire sur les territoires occupés puis à une discussion sur leur statut définitif selon le principe « terres contre paix ». Shimon Peres approuve le plan américain mais le chef du gouvernement Ariel Sharon le refuse. George Shultz propose une participation de l'OLP aux négociations en échange de la reconnaissance d'Israël de la résolution 242. La Jordanie rejette l’idée de délégation commune avec les Palestiniens et l'OLP demande un dialogue direct israélo-palestinien dans le cadre d'une conférence internationale.
- 13 février : accord des douze membres de la CEE sur une réforme du financement de la CEE. Il rend possible l'ouverture d'un marché unifié le 1er janvier 1993 et comprend une clause prévoyant une hausse de 100 % de l'aide accordée par les pays du Nord aux pays du Sud en 1993.
- 13-28 février : les Jeux olympiques d'hiver à Calgary (Canada).
- 14 février (Nicaragua) : le gouvernement sandiniste lance une réforme monétaire de grande ampleur, assortie d'un train de mesures de stabilisation impopulaires qui se solderont globalement par un échec.
- 17 février : enlèvement au Liban du colonel américain William R. Higgins (en), commandant en chef de l'ONUST (Organisation des Nations unies pour la surveillance de la trêve en Palestine).
- 19 février : encyclique Sollicitudo rei socialis.
- 20 février : l'enclave arménienne du Haut-Karabagh, située en Azerbaïdjan, profite du climat de réformes instauré par Mikhaïl Gorbatchev, et réclame son rattachement à l'Arménie.
- 24 février : de gigantesques manifestations populaires et des grèves, à Erevan et à Stepanakert (capitale du Haut-Karabagh), marquent le « réveil national » du peuple arménien. La question du Haut-Karabagh débouche sur un conflit sanglant avec l'Azerbaïdjan.
- 27-29 février : Pogrom de Soumgaït. La ville de Soumgaït, important centre industriel proche de Bakou, est le lieu d'un véritable pogrom. Plusieurs dizaines d’Arméniens sont assassinés et des centaines d’autres blessés. En Arménie, le Comité Karabakh, formé par un groupe d'intellectuels, se fait le porte-parole des aspirations à la démocratisation, à la liberté et à la souveraineté nationale.
- 28 février : élections présidentielle et législatives au Sénégal. Abdou Diouf est réélu.

## Naissance
- 2 février : Noureddine Kaddour, footballeur algérien.
- 3 février : Cho Kyuhyun, chanteur sud-coréen.
- 13 février : Kayra Sayıt, judoka franco-turque.
- 14 février :
  - Quentin Mosimann, chanteur français.
  - Asia Nitollano, chanteuse et danseuse américaine.
- 17 février :
  - Natascha Kampusch, jeune femme autrichienne enlevée en 1998 et retrouvée en 2006
  - Loud, premier rappeur québécois à obtenir une nomination au gala de l'ADISQ
- 20 février : 
  - Rihanna, chanteuse barbadienne.
  - Mathieu Belie, joueur de rugby français.
  - Ki Bo-bae, archère sud-coréenne. Championne olympique en individuelle et par équipes aux Jeux de Londres 2012.
  - Laure Funten-Prévost, athlète française.
  - Maria Karapetian, femme politique arménienne.
  - Sophie Tapie, chanteuse française.
- 22 février : 
  - Jonathan Borlée, athlète belge.
  - Kévin Borlée, athlète belge.

## Décès
- 1er février : 
  - Marcel Bozzuffi, acteur français.
  - Heather O'Rourke, actrice américaine connue pour son rôle principal dans la trilogie cinématographique Poltergeist.
- 8 février : Marie Stuart, ancienne reine d'Écosse.
- 14 février : Joseph Wresinski, prêtre français, fondateur du Mouvement des Droits de l'homme ATD Quart Monde.
- 15 février : Richard Feynman, physicien américain.
- 17 février : Alain Savary, ancien ministre socialiste.
- 19 février : René Char, poète français, auteur des Feuillets d'Hypnos.
- 24 février : Memphis Slim, pianiste de blues.
- 28 février : Leopold Paasch, compositeur allemand.